# Cocceii
La gens Cocceia était une famille plébéienne de la Rome antique. La gens est mentionnée pour la première fois à la fin de la République et est connue pour avoir donné l'empereur Nerva.

## Origine
Selon Syme, les Cocceii seraient originaires d'Ombrie.

### Praenomina
Les Cocceii utilisaient les praenomina Marcus, Lucius, Sextus et Gaius, parmi lesquels Marcus,.

## Membres
La seule famille des Cocceii connue sous la fin de la République portait le cognomen de Nerva. Un certain nombre de cognomina étaient portées par d'autres membres de la gens, notamment Auctus, Balbus, Genialis, Justus, Nepos, Nigrinus, Proculus, Rufinus et Verus.

### Cocceii Nerva
Les Cocceii Nerva sont originaires de Narnia, en Ombrie. Ils sont inscrits dans la tribu Papiria.
- (Cocceius), (v.-125 - ?)
  - ? Cocceius, (v.-100 - ap.-44)
    - Lucius Cocceius Nerva, (v.-75 - ap.-37), a provoqué la réconciliation de Marc Antoine et Octave en -40[a 1].
    - Marcus Cocceius Nerva, (v.-75 - ap.-17), consul en -36
      - (Marcus Cocceius Nerva), (v.-40 - ?)
        - Marcus Cocceius Nerva, (v.-20 - 33), consul suffect en 21, juriste et ami de Tibère.
          - Marcus Cocceius Nerva, (v.1 - v.40?), consul suffect en 40.
            - Cocceia, (v.25 - ?), épouse de Lucius Salvius Otho Titianus.
            - Imp. Nerva Caesar Augustus, (17/3/32 - 27/1/98), empereur de 96.

  - ? (Cocceius), (v.-100 - ?)
    - ? Caius Cocceius Balbus, (v.-75 - ap.-39), consul suffect en -39;

### Cocceii Nepoti
Les Cocceii Nepoti sont inscrits dans la tribu Pollia.
- Marcus (Cocceius), (v. 40 - ?);
  - Marcus Cocceius Nepos, (v. 65 - ap. v. 100), tribun de la plèbe désigné, légat propréteur de Sicile, questeur, tribun militaire de la legio XI Claudia[b 1];

### Cocceii Severiani
- (Cocceius), (v.80 - ?)
  - Sextus Cocceius Severianus Honorinus, (v.105 - ap.163), consul suffect en 147[b 2],[b 3];
    - (Sextus) Cocceius Honorinus, (v.130 - ap.161), légat propréteur en Afrique en 161[b 4],[b 5];
      - ? Sextus Cocceius Vibianus, (v.160 - ap.204), consul suffect, proconsul d'Afrique[b 6];
        - Claudia Sestia Cocceia Severiana, (v.180 - ?), épouse de Quintus Lollianus Plautius Avitus
        - ? (Marcus Cocceius), (v.190 - ?);
          - Marcus Cocceius Anicius Faustus Flavianus, (v. 215 - ap. 253), consul suffect vers 250[b 7],[b 8].
          - Sextus Cocceius Anicius Faustus Paulinus, (v. 225 - ap. 264/8), consul suffect vers 260, proconsul d'Afrique[b 9].

#### Autres
- Lucius Cocceius Auctus, (v. -30 - ap. v. 15), architecte éminent à l'époque d'Auguste.
- Marcus Cocceius Rogatus, (v. -20 - ap. v. 20), cornicularius[b 10];
- Lucius Cocceius Genialis, (v. 35 - ap. 69), cité parmi les signataires d'un décret[b 11];
- Marcus Cocceius Hebenus, (v. 50 - ap. v. 90), affranchi d'un Cocceii Nerva[b 12]
- Marcus Cocceius Restitutus, (v. 60 - ap. 98), affranchi de l'empereur Nerva[b 13].
- Marcus Cocceius Pudens, (v. 60 - ap. 98), affranchi de l'empereur Nerva[b 14]
- Marcus Cocceius Severus, (v. 100 - ?), préfet de la Legio X Gemina[b 15]
- Marcus Cocceius Romanus, (v. 100 - ?), chevalier romain[b 16]
- Marcus Cocceius Firmus, (v. 110 - ap. v. 150), centurion de la Legio II Augusta[b 17]
- Marcus Cocceius Genialis, (v. 160 - ap. v. 200/10), procurateur des Augustes en Dacie[b 18];
- Marcus Cocceius Nigrinus, (v. 180 - ap. 211/7), procurateur d'Auguste en Bretagne Inférieur[b 19].
- Cocceius Crispus, (v. 180 - ap. 209/11), tribun equestre[b 20];
- Sextus Cocceius Craterus Honorinus, (v. 100/50 - ap. v. 150/200), chevalier romain[b 21];
- Marcus Cocceius Ter(...), (v. 100 - ?), préfet de cavalerie[b 22];
- Cocceius Iulius, (v. 180/90 - ap. v. 210/20), cavalier de l'aile Frontoniana, stationné en Dacie, décédé à l'âge de 27 ans[b 23].
- Marcus Cocceius Crescentinus, (v. 180/90 - ap. v. 220), centurion de la Legio I Minervia [b 24]
- Cocceius Donatianus, (v. 250 - ap. 287), chevalier romain, curateur rei publica[b 25];